# Detención de José María Vargas
La detención de José María Vargas, presidente de Venezuela, ocurrió el 8 de julio de 1835, debido a la Revolución de las Reformas, cuando fue detenido en su casa y despojado del cargo brevemente.

## Contexto histórico
La Revolución de aquel año, un movimiento donde participaron Santiago Mariño, Diego Ibarra, Pedro Briceño Méndez y José Tadeo Monagas, quería reformar la Constitución de Venezuela de 1830 y lograr la renuncia del presidente, el primer civil electo en la historia, para restituir el poderío de los militares en la república. Estos habían luchado en la independencia y creían que por este hecho tenían derecho a gobernar y participar también en las decisiones nacionales, lo que fue interrumpido con la llegada de José María Vargas.

## Detención
La revolución le negó inicialmente la renuncia a José María Vargas, derrocándolo posteriormente. Pedro Carujo, a la cabeza del batallón Anzoátegui, y acompañado del capitán Julián Castro, puso bajo arresto domiciliario al presidente Vargas el 8 de julio de 1835. Allí Carujo y Vargas tuvieron un acalorado diálogo, donde Carujo le increpó:
“Señor doctor, usted sabe ya del pronunciamiento. Evítenos los males tremendos que pueden sobrevenir... Los gobiernos son de hecho.”
José María Vargas le respondió:
“Permítame usted, el gobierno de Venezuela no es de hecho; la nación se ha constituido legítimamente y establecido su gobierno, hijo de un grande hecho nacional y de la voluntad de todos, legítimamente expresada”
Tras algunos vaivenes, Pedro Carujo exclamó:
“Éste será más tarde un hecho nacional. El mundo es de los valientes”.
A lo que José María Vargas le respondió:
“No, el mundo es de los justos: es el hombre de bien y no el valiente el que siempre ha vivido y vivirá feliz sobre la tierra y seguro de su conciencia”.
A José María Vargas se le impidió recibir visitas, y luego fue enviado al exilio a Saint Thomas junto a su vicepresidente Andrés Narvarte el 9 de julio.

## Consecuencias
José María Vargas había facultado al expresidente José Antonio Páez como comandante del ejército y este sofocó el levantamiento, restituyéndolo como presidente. Después de los hechos se emitió un decreto de penas para los rebeldes, que la sociedad consideró injusto, pidiendo su anulación. A pesar de esto, varios de ellos, incluido Santiago Mariño, fueron expulsados a las Antillas. El presidente Vargas renunció al año siguiente.